# Usina Hidrelétrica Coaracy Nunes
A Usina Hidrelétrica Coaracy Nunes é uma central hidroelétrica localizada no estado do Amapá, Brasil, cerca de 15 km distante de Ferreira Gomes e a 150 km de Macapá. Sua potência total é de 78 MW.
Esta usina hidrelétrica utiliza o potencial hídrico do rio Araguari, e vem gerando energia para o estado desde 1975. Os primeiros estudos direcionados para a construção de uma Usina Hidrelétrica no Rio Araguari, datam da década de 1950, porém, somente ao fim da década de 1960, estudos detalhados de projeto permitiram a viabilização da implantação da usina.
Em 27 de dezembro de 1967 foi aprovado o relatório de ensaio de modelo em escala reduzida, com testes pontuais, sem levantamento de curva de colina. Tal estudo permitiu a aquisição inicial de duas turbinas Kaplan de eixo vertical de 20 MW cada, para queda de 23 m.
A ELETRONORTE S/A assumiu oficialmente as responsabilidades da usina desde a fase inicial de construção no início da década de 1970, concluindo as obras em 1975 que abrangeram os sistemas de geração e transmissão. Neste mesmo ano, as duas unidades geradoras foram colocadas em operação comercial. Prevendo o crescimento da demanda e considerando a hidrologia do Rio Araguari, foi deixado pronto um bloco de concreto de primeiro estágio com as mesmas dimensões dos blocos das unidades em operação, para que, no futuro, fosse instalada mais uma unidade geradora. Desde 1975, esta unidade opera em conjunto com o parque térmico de Macapá, passando a ser um sistema hidrotérmico isolado.
A expansão crescente e contínua do consumo de energia elétrica no estado do Amapá, da ordem de 10,5 % ao ano, levou a ELETRONORTE S/A a assinar um contrato para o fornecimento de terceira unidade hidrogeradora dotada de turbina Kaplan, entrando em funcionamento em abril de 2000.